# Mendinueta
Mendinueta es un despoblado español del municipio de Izagaondoa, perteneciente a la Comunidad Foral de Navarra.

## Historia
Hacia mediados del siglo XIX, el lugar, ya por entonces perteneciente a Izagaondoa, tenía contabilizada una población de 35 habitantes. Aparece descrito en el undécimo volumen del Diccionario geográfico-estadístico-histórico de España y sus posesiones de Ultramar de Pascual Madoz con las siguientes palabras:

MENDINUETA: l. del ayunt. y valle de Izagaondoa, prov. y c. g. de Navarra, part. jud. de Aoiz (1 1/2 legua), aud. terr. y dióc. de Pamplona (3): sit. en llano al O. del valle, clima frio, le combate el viento N., y se padecen afecciones catarrales. Tiene 4 casas, igl. parr. aneja de Lizarraga, con advocacion de Ntra. Sra. del Pilar, servida por un abad de provision de los vec., y cementerio: los hab. se surten de las aguas de una fuente próxima á la pobl. El térm. que se estiende de N. á S. 1/2 leg., é igual distancia de E. á O., confina, N. Urroz; E. Iriso; S. Zuazu y Reta, y O. Lizarraga y otra vez Urroz, y comprende dentro de su circunferencia y cerca de la igl., un antiquísimo torreon, y los restos del antiguo é histórico castillo de Legum: á la parte del N. y E. hay un monte poblado de robles, bojes y otros arbustos, una cantera de piedra caliza y abundantes yerbas de pasto para toda clase de ganados. El terreno es de mediana caliadd y secano. caminos: los que conducen á los pueblos limítrofes, en mediano estado. El correo se recibe de Urroz por balijero, los martes y viernes. prod.: trigo, avena, maiz y otros menuzales; cria de ganado vacuno, mular, caballar y lanar; caza de perdices. pobl.: 4 vec., 35 almas. contr.: con el valle (V.). En 1377 fué confiscado por el rey á D. Rodrigo Uriz á cuyo señorio pertenecia, y concedido con absoluto dominio á Juan Ramírez de Arellano el jóven. En 1453 era señor de Mendinueta Carlos de Ayanz. En 1496 tenia este señorio Juan de Beaumont, quien dice sucedió á Carlos de Ayanz. Fué hecha cabeza de vizcondado perteneciendo al conde de Buneta y de Parsent.
(Madoz, 1848, pp. 374-375)

En 2022, no tenía empadronado ningún habitante.